# Grande Prêmio da África do Sul de 1969
Resultados do Grande Prêmio da África do Sul de Fórmula 1 realizado em Kyalami à 1º de março de 1969. Primeira etapa da temporada, teve como vencedor o britânico Jackie Stewart.

## Classificação da prova
| Pos. | Nº | Piloto               | Construtor    | Voltas | Tempo/Diferença      | Grid | Pontos |
| ---- | -- | -------------------- | ------------- | ------ | -------------------- | ---- | ------ |
| 1    | 7  | Jackie Stewart       | Matra-Ford    | 80     | 1:50:39.1            | 4    | 9      |
| 2    | 1  | Graham Hill          | Lotus-Ford    | 80     | + 18.8               | 7    | 6      |
| 3    | 5  | Denny Hulme          | McLaren-Ford  | 80     | + 31.8               | 3    | 4      |
| 4    | 4  | Jo Siffert           | Lotus-Ford    | 80     | + 49.2               | 12   | 3      |
| 5    | 6  | Bruce McLaren        | McLaren-Ford  | 79     | + 1 volta            | 8    | 2      |
| 6    | 8  | Jean-Pierre Beltoise | Matra-Ford    | 78     | + 2 voltas           | 11   | 1      |
| 7    | 11 | Jackie Oliver        | BRM           | 77     | + 3 voltas           | 14   |        |
| 8    | 17 | Sam Tingle           | Brabham-Repco | 73     | + 7 voltas           | 17   |        |
| NC   | 19 | Peter de Klerk       | Brabham-Repco | 67     | + 13 voltas          | 16   |        |
| Ret  | 2  | Jochen Rindt         | Lotus-Ford    | 44     | Bomba de combustível | 2    |        |
| Ret  | 10 | John Surtees         | BRM           | 40     | Motor                | 18   |        |
| Ret  | 12 | Pedro Rodríguez      | BRM           | 38     | Vazamento d’água     | 15   |        |
| Ret  | 9  | Chris Amon           | Ferrari       | 34     | Motor                | 5    |        |
| Ret  | 14 | Jack Brabham         | Brabham-Ford  | 32     | Handling             | 1    |        |
| Ret  | 3  | Mario Andretti       | Lotus-Ford    | 31     | Câmbio               | 6    |        |
| Ret  | 16 | John Love            | Lotus-Ford    | 31     | Ignição              | 10   |        |
| Ret  | 15 | Jacky Ickx           | Brabham-Ford  | 20     | Ignição              | 13   |        |
| Ret  | 18 | Basil van Rooyen     | McLaren-Ford  | 12     | Freios               | 9    |        |

## Tabela do campeonato após a corrida
| Pos. | Piloto         | Pontos |
| ---- | -------------- | ------ |
| 1    | Jackie Stewart | 9      |
| 2    | Graham Hill    | 6      |
| 3    | Denny Hulme    | 4      |
| 4    | Jo Siffert     | 3      |
| 5    | Bruce McLaren  | 2      |

| Pos. | Construtor   | Pontos |
| ---- | ------------ | ------ |
| 1    | Matra-Ford   | 9      |
| 2    | Lotus-Ford   | 6      |
| 3    | McLaren-Ford | 4      |

- Nota: Somente as primeiras cinco posições estão listadas. Em 1969 os pilotos computariam cinco resultados nas seis primeiras corridas do ano e quatro nas cinco últimas. Neste ponto esclarecemos: na tabela dos construtores figurava somente o melhor colocado dentre os carros de um time.